# 塞斯 (默兹省)
塞斯（法語：Cesse，法語發音：[sɛs]）是法国默兹省的一个市镇，属于凡尔登区。

## 地理
塞斯（49°30'44"N, 5°9'28"E）面积5.3 平方千米，位于法国大東部大區默兹省，该省份为法国西北部内陆省份，北与比利时接壤，西接马恩省和阿登省，南至上马恩省和孚日省，东临默尔特-摩泽尔省。
与塞斯接壤的市镇（或旧市镇、城区）包括：默兹河畔拉讷维尔、吕济圣马丹、默斯河畔马尔坦库尔、斯特奈。

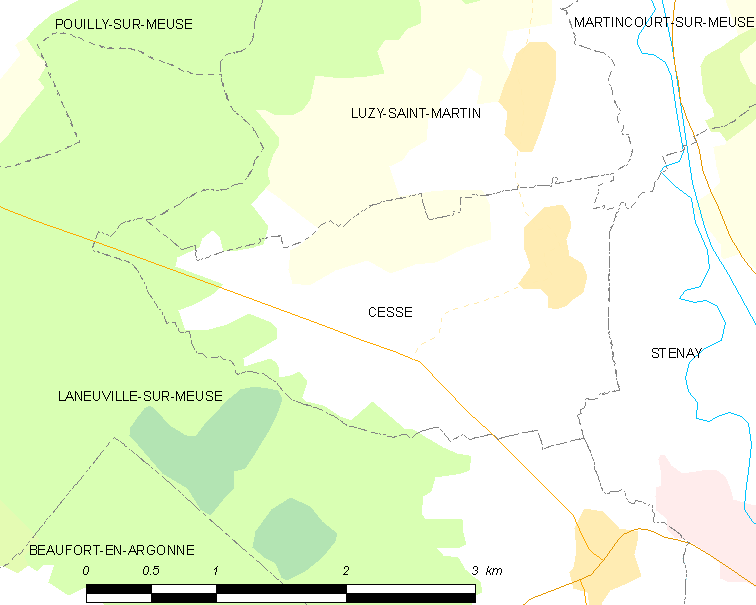
的OSM定位图

塞斯的时区为UTC+01:00、UTC+02:00（夏令时）。

## 行政
塞斯的邮政编码为55700，INSEE市镇编码为55095。

## 政治
塞斯所属的省级选区为斯特奈县。

## 人口

1962-2008年间人口变化图示

塞斯于2022年1月1日时的人口数量为113人。